# Oude watertoren (Zaltbommel)
De oude watertoren in Zaltbommel is ontworpen door Jan Schotel en is gebouwd in 1905. De watertoren heeft een hoogte van 21 meter en had een waterreservoir van 50 m³ en een reinwaterkelder van 6m diep.
In 1960 is de watertoren buiten gebruik gesteld. Het waterreservoir is er in de jaren 60 uitgesloopt en de toren kreeg in de jaren 80 de functie van weekendverblijf. In 1996 is de gehele 'kop' eraf gehaald en opnieuw opgemetseld, waarvoor de watertorenprijs 1996 van de Nederlandse Watertorenstichting verkregen werd. Na 2000 is de toren aangepast als woonhuis en als zodanig in gebruik genomen.